# Visual Kei

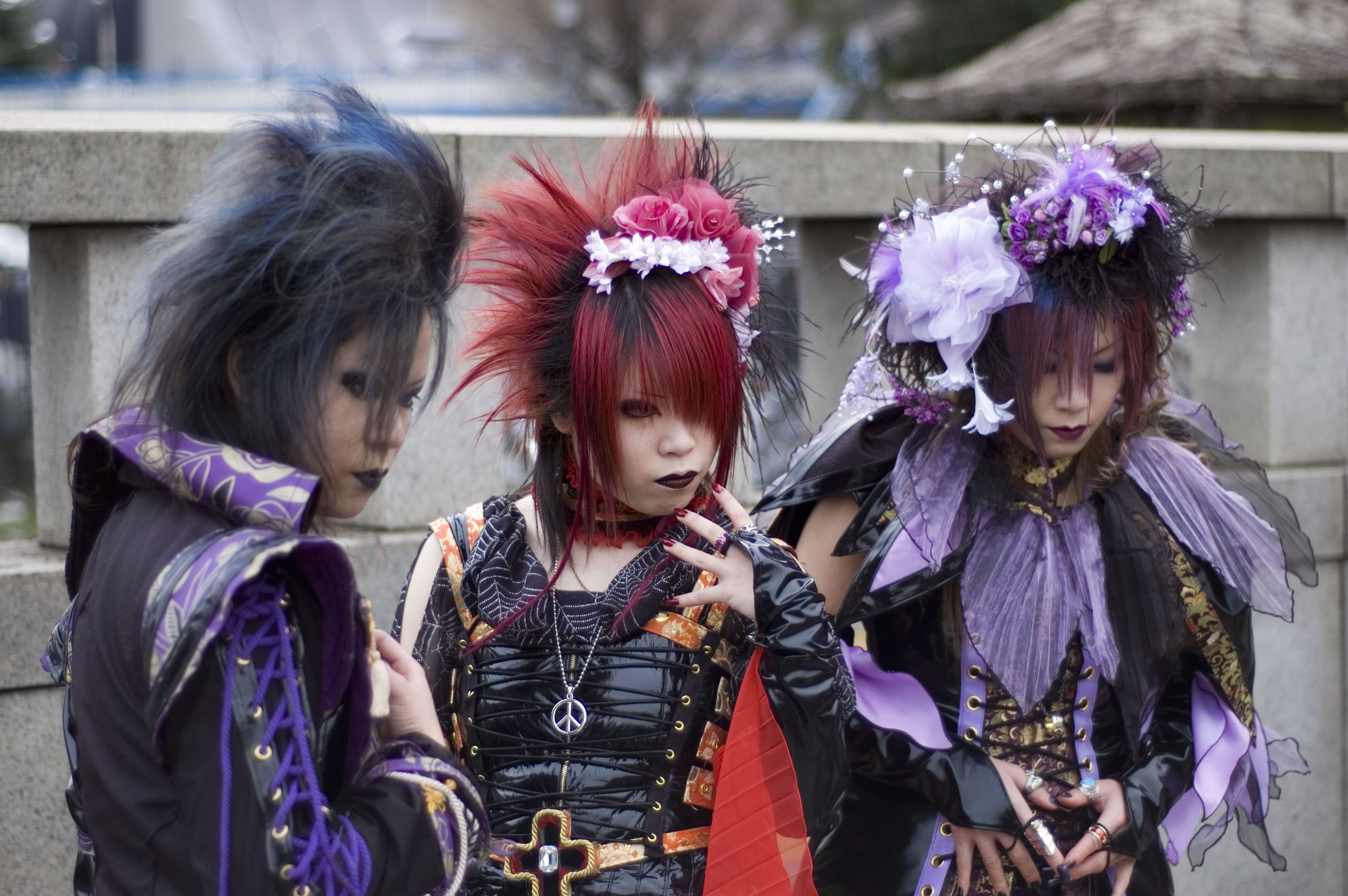
Visual-Kei-Fans im Stil der Gruppe Phantasmagoria (Tokio, 2006)

Visual Kei (japanisch ヴィジュアル系 vijuaru kei [viʑɯaɺɯ keː]), in Fankreisen oft als VK oder Visu (Plural Visus) abgekürzt, ist ein in Japan geprägter Sammelbegriff für optisch auffällige Musiker aus verschiedenen Musikrichtungen und die sie nachahmenden Fans.
In Japan gehören Visual-Kei-Musiker überwiegend der Independent-Musikszene an und haben innerhalb der Musikbranche eine geringe wirtschaftliche Bedeutung. Die komplex vernetzte Szene finanziert sich nach inoffiziellen Angaben vor allem aus Verträgen mit großen Musikverlagen, wenn diese aufsteigende Bands unter Vertrag nehmen. International hat sich Visual Kei jedoch zu einer der bekanntesten Erscheinungsformen der japanischen Populärmusik entwickelt.

## Begriffsdefinition
Die Bezeichnung setzt sich aus dem englischen Begriff visual („visuell“, „optisch“) und dem Kanji 系 kei (in diesem Zusammenhang „Art“) zusammen.
Visual Kei ist gekennzeichnet durch das auffällige und ungewöhnliche Aussehen der Musiker. Die Musik kann keinem bestimmten Genre zugeordnet werden: Visual-Kei-Gruppen spielen u. a. JPop oder JRock, wobei sich viele Bands nicht nur auf eine Musikrichtung beschränken.

## Ursprung und Geschichte
Anfang der 1980er Jahre begannen einige japanische Rockmusiker, sich stilistisch und optisch an der westlichen Musikszene zu orientieren und sich außergewöhnlich zu kleiden und zu schminken. Einflüsse dafür stammten aus den Bereichen New Romantic, Glam Rock, Sleaze Rock sowie dem Gothic der frühen 1980er Jahre. Als Vorbilder dienten unter anderem Rockmusiker wie David Bowie, Kiss und Twisted Sister – die sich wiederum vom japanischen Kabuki-Theater und der Takarazuka Revue hatten inspirieren lassen –, sowie die modischen Aufmachungen von Visage, Siouxsie and the Banshees und Alien Sex Fiend.
Es ist unklar, welche japanischen Musiker zuerst im Visual-Kei-Stil auftraten. Als Vorläufer gilt allgemein die Band „X“ (später X Japan), auch wenn sich die Band diesem Stil nie zugehörig erklärt hat
(die Wurzeln dieser Band liegen im  Metal). Rasche Verbreitung fand Visual Kei dann während der 1990er Jahre, als es Bands wie Luna Sea und Malice Mizer gelang, den Stil in Japan als eigenen Modetrend zu etablieren.
Viele Visual-Kei-Elemente wurden von jungen Fans aufgegriffen, die versuchen, ihren Idolen nachzueifern. Dies findet in Japan in der Freizeit statt, da das streng geregelte japanische Schul- und Arbeitsleben der Individualität, vor allem in Bezug auf das Aussehen (Frisur, Make-up, Kleidung), nur wenig Spielraum lässt. Beliebte Visual-Kei-Vorbilder sind u. a. An Cafe, LM.C, X Japan, Malice Mizer, Moi dix Mois, D’espairsRay und The GazettE.
Seit Ende der 1990er Jahre entstehen Visual-Kei-Bands u. a. auch in den USA, Frankreich, Deutschland und Schweden.
Das erste Visual-Kei-Festival in Japan fand am 24. und 25. Oktober 2009 unter dem Titel „V-Rock Festival“ in der Makuhari Messe in Chiba statt. Dabei traten mehr als 50 Gruppen vor über 29.000 Fans aus 49 Ländern auf.

## Aussehen
Beim Visual Kei gibt es keine festen Regeln in Bezug auf Kleidung und Schminke. Die Musiker kombinieren verschiedenste modische Elemente wie Gothic und Punk, aber auch stilisierte Schuluniformen und Fantasiekostüme. Zudem wechseln die Bands ihre Stile und Outfits oft in kurzen Abständen.
In den Anfängen zeichnete sich Visual Kei vor allem durch auffällige Frisuren oder Perücken, grelles Make-up und exotische Kleidung aus – ein Zurückgreifen auf traditionelle japanische Kunst wie das Kabuki-Theater, in dem alle Rollen von Männern gespielt werden. Heutzutage werden die Haare meist lang oder halblang getragen und verdecken einen Teil des Gesichts, nicht selten hat jedes Bandmitglied eine andere Haarfarbe. Die Augen werden schwarz umrandet, oft werden auch Kontaktlinsen verwendet, die die Augenfarbe verändern.
Dominierten früher in Anlehnung an Gothic und Punk schwarze Kleidung, Latex und Leder, so werden mittlerweile viele verschiedene Farbtöne getragen, die oft absichtlich unpassend kombiniert werden. Zugehörige Accessoires sind beispielsweise Korsetts, Gürtel, Plateauschuhe und Hosenbeine, die kein integraler Teil der Hose sind. Auch Barock- und Rokoko-artige Kleider kommen vor, ein bekanntes Beispiel dafür war die Band Malice Mizer.
Eine Weiterentwicklung von Visual Kei ist Oshare Kei (oshare bedeutet „hübsch, süß, modisch“). Vertreter dieses Stils geben sich möglichst niedlich und tragen viele bunte Accessoires wie Schleifen, Schmucksteine, Haarklammern und Armbänder. Bei der Kleidung (meist kurze Hosen und bauchfreie Hemden) dominieren helle Farben, auch das Make-up ist bunt und hell.
Die Lolita-Mode, die durch den Visual-Kei-Musiker Mana bekannt wurde, stellt eine eigene Modeerscheinung dar.

## Debatten zur Zuordnung

### Allgemein
In westlichen Ländern wird häufig angenommen, die meist männlichen, oft androgyn auftretenden japanischen Visual-Kei-Musiker seien homosexuell oder transgender. Der Gebrauch von Lippenstift, Haarstyling und weiblicher Kleidung erklärt sich jedoch einerseits aus fernöstlichen Schönheitsidealen und Kabuki-Traditionen und andererseits aus dem Bestreben, durch die Übersteigerung solcher Traditionen aufzufallen oder zu schockieren. Ein vergleichbarer Einsatz von androgynem Auftreten zum Zwecke der Provokation ist im Bereich der westlichen Rockmusik und des Metal zu beobachten, etwa im Glam Rock und Glam Metal.

### Visual Kei und Gothic
Die Übernahme von modischen Elementen der Gothic-Szene führt zu der oft geäußerten Ansicht, Visual Kei stelle eine Spezialform der Gothic-Bewegung dar. Dagegen spricht jedoch vor allem der fehlende Bezug vieler Visual-Kei-Musiker zur Gothic-Musik sowie die häufige Verwendung greller Haar- und Kleiderfarben, die für das Gothic-Umfeld unüblich sind.
Bei Visual Kei handelt es sich im Gegensatz zur Gothic-Subkultur um ein rein äußerliches Erscheinungsbild. Meist fehlt der der Gothic-Bewegung zugerechnete individuelle Ausdruck der inneren Einstellung von Weltschmerz, Düsterromantik und Interesse an Mystischem und Okkultem, weshalb sich die Gothic-Kultur in Japan gegen Visual Kei und insbesondere gegen die in der Visual-Kei-Szene vorhandenen Nachahmungstendenzen deutlich abgrenzt. Zur Verwechslung beider Szenen trägt jedoch unter anderem die mit der Visual-Kei-Szene verbundene Gothic-Lolita-Mode bei, zudem wurden einige Gruppen aus dem Visual-Kei-Umfeld als „Goochikku-Kei“ oder „Elegoth-Kei“ bezeichnet, der Gothic-Bezug beschränkt sich hier jedoch meist auf rein modische Äußerlichkeiten.

## Visual-Kei-Szene im Westen
Ursprünglich in den 1980er Jahren in Japan entstanden und im eigenen Land eine Randerscheinung, findet die Visual-Kei-Szene etwa seit dem Jahr 2000 weltweit zunehmend Anhänger. Mittlerweile wird sie auch in Musik- und Jugendzeitschriften vermarktet.
Die westliche Visual-Kei-Szene besteht zum großen Teil aus jungen Frauen und Mädchen, die überwiegend über Manga, Anime und japanische Populärmusik (J-Pop, J-Rock) mit der Szene in Kontakt kommen. Hauptmedium ist dabei das Internet. Einige deutschsprachige Anhänger der Szene bezeichnen sich selbst als „Visuals“ oder „Visus“, während diese Begriffe von anderen als herablassend oder beleidigend empfunden werden.

### Aussehen
Oft wird dem Outfit der jeweiligen Lieblingsband nachgeeifert. Die Kleidung ist meist selbst genäht und zusammengestellt, was sehr zeit- und kostenintensiv sein kann. Dazu kommen häufig auch Applikationen wie Sicherheitsnadeln, Aufnäher und Buttons, Haaraccessoires, Lack und Leder, bunte Kontaktlinsen, Extremfrisuren, bunte Knöpfe und Haarspangen sowie viel Schminke.
Aufgrund von teilweise ähnlichen Accessoires und Haarstylings können Visus gelegentlich mit Anhängern der Emotional-Szene (Emos) verwechselt werden.

### Treffen
Die wichtigste öffentliche Aktivität der Szenemitglieder ist der Besuch von Visual-Kei-Treffen („ViT“), seltener auch von Anime-Conventions. Bei solchen Gelegenheiten veranstalten sie u. a. Outfit-Wettbewerbe, Fotoshootings und gegenseitige Eintragungen in Freundesbücher (Con-Hons).
Im Gegensatz zu Anime-Conventions, die oft überregionale, teilweise auch kommerziell organisierte Treffen von Manga- und Anime-Fans sind, sind Visual-Treffen privat organisiert und lokal begrenzt. Eines der größten Visual-Treffen im deutschsprachigen Raum ist das „Kölner Visual-Treffen“ (KöViT).